# Сент Олбанс
Сент Олбанс (енгл. Saint Albans) је град у Уједињеном Краљевству у Енглеској. Према процени из 2007. у граду је живело 85.438 становника.

## Становништво
Према процени, у граду је 2008. живело 85.438 становника.
| 1981.  | 1991.  | 2001.  |
| ------ | ------ | ------ |
| 76.709 | 80.376 | 82.429 |

## Партнерски градови
- Вормс
- Фано
- Њиређхаза
- Невер
- Оденсе
- Sylhet